# Гротхер, Кристофер
Кри́стофер Гро́тхер (нем. Christopher Grotheer; род. 30 июля 1992, Вернигероде, Саксония-Анхальт) — немецкий скелетонист, олимпийский чемпион 2022 года, семикратный чемпион мира, обладатель Кубка мира 2022/23.

## Спортивная карьера
Скелетоном начал заниматься 2007 году. На международной арене дебютировал в Кубке Европы в ноябре 2010 года. Дважды становился чемпионом мира среди молодёжи (2013, 2015).
На чемпионате мира 2015 года в Винтерберге завоевал серебряную медаль в соревнованиях смешанных команд, в личном первенстве занял 5-е место.